# 以法莲·贝克斯
以法莲·吉迪恩·内森·贝克斯（Ephraim Gideon Nathan Beks，1989年9月27日—）是一位荷兰歌手。他最为人所知的是作为跨国男孩乐队 Lexington Bridge 的成员。

## 职业
2006年，在经历了来自世界各地5000多人参与的全球选角过程后，Ephraïm被选为列克星敦桥的成员。自2007年以来，他与乐队一起发行了一张录音室专辑和五首单曲。在乐队于 2010 年解散之前，他仍在通过参加荷兰电视剧《Popstars》来创作音乐。

## 生活
Ephraïm 在 1989 年出生于荷兰阿尔克马尔。